# Алел
Алели су различити облици једног истог гена. Гени који образују алеле називају се полиморфни гени, за разлику од мономорфних који имају само један алелни облик. Алели једног гена могу бити у различитим међусобним односима - интеракцијама. Постоје рецесивни и доминантни алели.